# Offensiva di Odessa
L'Offensiva di Odessa (in russo Одесская Наступательная Операция?) fu una grande operazione strategica dall'Armata Rossa sovietica nel tardo inverno-inizio primavera 1944 durante la seconda guerra mondiale sul Fronte Orientale; obiettivo dell'attacco era la liberazione dell'Ucraina meridionale a ovest del Dnepr, comprese le grandi città costiere di Odessa e Mykolaïv.
L'offensiva sovietica, guidata dal generale Rodion Malinovskij, originario proprio di Odessa, ebbe inizio il 6 marzo 1944 in connessione con le altre grandi offensive in corso più a nord nei settori di Uman' e di Proskurov. Le truppe sovietiche, che in febbraio avevano già vinto la battaglia di Nikopol'-Kryvyj Rih, ottennero nuovi successi, riuscendo in poche settimane a costringere ad una disastrosa ritirata le truppe tedesche della Wehrmacht e l'esercito rumeno, liberando tutto il territorio dell'Ucraina meridionale e raggiungendo la foce del Dnestr e il confine con la Moldavia.
Il 10 aprile 1944, i soldati sovietici, dopo una violenta battaglia, entrarono infine ad Odessa, mettendo termine ai drammatici anni dell'occupazione tedesco-rumena, e raggiungendo una grande vittoria militare e morale, in una delle città eroine dell'Unione Sovietica. La vittoria nell'offensiva di Odessa permise all'Armata Rossa di completare il suo schieramento meridionale in preparazione della successiva offensiva estiva nei Balcani.

## Storia

### L'offensiva sovietica invernale del 1944
L'offensiva dell'Armata Rossa iniziata il 24 dicembre 1943 aveva raggiunto, nonostante l'accanita resistenza tedesca, rilevanti successi culminati con la drammatica battaglia di Korsun' del febbraio 1944; ancor prima della fine di questa fase dei combattimenti, Stalin e lo Stavka avevano programmato un'ulteriore serie di offensive che sarebbero iniziate subito senza alcuna pausa, trascurando i problemi logistici creati dal clima inclemente e dall'imminente disgelo con la comparsa della rasputiza. Il dittatore sovietico diramò le sue prime direttive il 18 febbraio 1944 con gli ordini dettagliati di attacco per il generale Nikolaj Vatutin, comandante del 1º Fronte ucraino, e il maresciallo Ivan Konev, comandante del 2º Fronte ucraino. Dieci giorni più tardi vennero diffuse dall'alto comando sovietico anche le disposizioni operative per il 3º Fronte ucraino del generale Rodion Malinovskij; gli ordini stabilivano che l'attacco su questo fronte sarebbe dovuto iniziare il 6 marzo 1944.

Il generale Rodion Malinovskij, comandante del 3º Fronte ucraino

Il 22 febbraio 1944 il generale Malinovskij aveva completato con successo la difficile battaglia di Nikopol'-Kryvyj Rih, liberando l'importante città industriale di Kryvyj Rih che era stata difesa tenacemente dai tedeschi; nei giorni seguenti le truppe sovietiche erano riuscite a costituire una serie di teste di ponte sul fiume Inhulec', nonostante la resistenza nemica e recenti straripamenti del corso d'acqua. I piani dello Stavka prevedevano che il 3° Fronte ucraino ripartisse all'attacco partendo da queste preziose teste di ponte; gli obiettivi assegnati al generale Malinovskij comprendevano la liberazione di Mykolaïv e di Odessa. Per raggiungere i risultati pianificati, il 3° Fronte ucraino necessitava di grandi rinforzi e l'alto comando sovietico, nel quadro della ridistribuzione complessiva delle armate prevista per la nuova offensiva generale nel settore meridionale del Fronte orientale, assegnò al generale Malinovskij la 57ª Armata, trasferita del fronte del maresciallo Konev, e la 5ª Armata d'assalto e la 28ª Armata, trasferite dal 4º Fronte ucraino del generale Fëdor Tolbuchin, che a sua volta stava preparando l'attacco alla Crimea. In questo modo il 3° Fronte ucraino avrebbe potuto schierare sette armate con 57 divisioni di fucilieri, un corpo corazzato, un corpo meccanizzato della Guardia e un corpo di cavalleria della Guardia; per avere a disposizione un raggruppamento interamente mobile per avanzate in profondità, il generale Malinovskij decise di concentrare, sotto il comando dell'abile generale Issa Pliev, il 4º Corpo meccanizzato della Guardia e il 4º Corpo di cavalleria della Guardia.

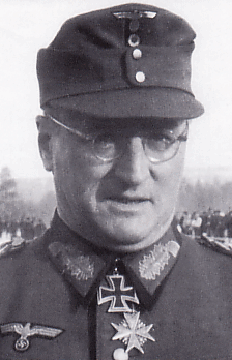
Il generale Ferdinand Schörner, dal 30 marzo 1944 comandante del Gruppo d'armate Ucraina Sud

Il piano operativo del comandante del 3° Fronte ucraino prevedeva di sfruttare la testa di ponte sull'Inhulec', costituita in precedenza a sud di Kryvyj Rih e a ovest di Šyroke, per avanzare direttamente su Novyj Buh con la 46ª Armata, la famosa 8ª Armata della Guardia del generale Vasilij Čujkov e il gruppo di cavalleria meccanizzata del generale Pliev, rinforzato anche dal 23º Corpo corazzato. Dopo lo sfondamento del fronte tedesco e aver raggiunto Novyj Buh, questo raggruppamento di forze avrebbe deviato rapidamente verso sud per tagliare fuori le truppe nemiche schierate a est di Mykolaïv. Per effettuare questa manovra le truppe sovietiche avrebbero dovuto superare altri due fiumi, dopo l'Inhulec', il Vysun' e l'Inhul, dove si trova Novyj Buh.
La 6. Armee tedesca del generale Karl-Adolf Hollidt difendeva dalla fine di febbraio la linea dell'Inhulec' dopo aver abbandonato la testa di ponte di Nikopol' e la città industriale di Kryvyj Rih; dall'8 febbraio l'armata era passata alle dipendenze del Gruppo d'armate A del feldmaresciallo Ewald von Kleist che contemporaneamente doveva anche controllare la 17. Armee del generale Erwin Jaenecke che difendeva la Crimea. Era previsto l'arrivo in linea per rinforzare lo schieramento tedesco della 3ª Armata rumena. Le forze del feldmaresciallo von Kleist erano indebolite dalle precedenti battaglie e mancavano di riserve corazzate; inoltre lo schieramento imposto da Adolf Hitler, contrario come sempre a effettuare grandi manovre di ripiegamento strategico, richiedeva di continuare a difendere anche la foce del Dnepr a sud; sul fianco sinistro la 6. Armee era in precario contatto con la 8. Armee del Gruppo d'armate Sud del feldmaresciallo Erich von Manstein che sarebbe stata attaccata dal 2° Fronte ucraino il 5 marzo 1944, il giorno precedente l'inizio dell'attacco del generale Malinovskij alla linea dell'Inhulec'.
Preceduto dal fuoco dell'artiglieria e dagli attacchi delle forze aeree sovietiche, l'attacco della 46ª Armata e della 8ª Armata della Guardia, iniziato all'alba del 6 marzo come previsto dalla testa di ponte sull'inhulec', ebbe rapidamente successo; il fronte tedesco fu sfondato e la sera stessa il generale Malinovskij fece entrare in azione il gruppo di cavalleria meccanizzata del generale Pliev che avanzò rapidamente, sfruttando lo slancio e l'esperienza della cavalleria sovietica in azione su terreni fangosi e scarsamente praticabili. Il gruppo del generale Pliev raggiunse Novyj Buh al mattino dell'8 marzo e conquistò, dopo un combattimento di tre ore, la città dove si trovava il posto di comando della 6. Armee tedesca che dovette essere evacuato in tutta fretta. L'avanzata della cavalleria meccanizzata sovietica aveva frazionato in due parti il fronte tedesco e il feldmaresciallo von Kleist sollecitò l'autorizzazione alla ritirata almeno fino alla linea del Bug, ma Hitler per il momento autorizzò solo un modesto ripiegamento tattico dell'ala destra della 6. Armee.

### Liberazione di Cherson e Mykolaïv
Con la conquista di Novyj Buh i sovietici avevano intercettato la linea ferroviaria strategica Dolyns'ka-Mykolaïv e poterono proseguire subito verso sud come previsto dal piano del generale Malinovskij; l'avanzata rapida delle forze mobili del 3° Fronte ucraino minacciava di accerchiamento tutte le forze tedesche comprese tra Bereznehuvate e Snihurivka che contemporaneamente era attaccate frontalmente da est e sud-est dalla 6ª Armata, dalla 5ª Armata d'assalto e dalla 28ª Armata; nella sacca erano in combattimento sette divisioni tedesche della 6. Armee. Alcuni contrattacchi tedeschi per riguadagnare le vie di comunicazione furono respinti con l'intervento del 23º Corpo corazzato.

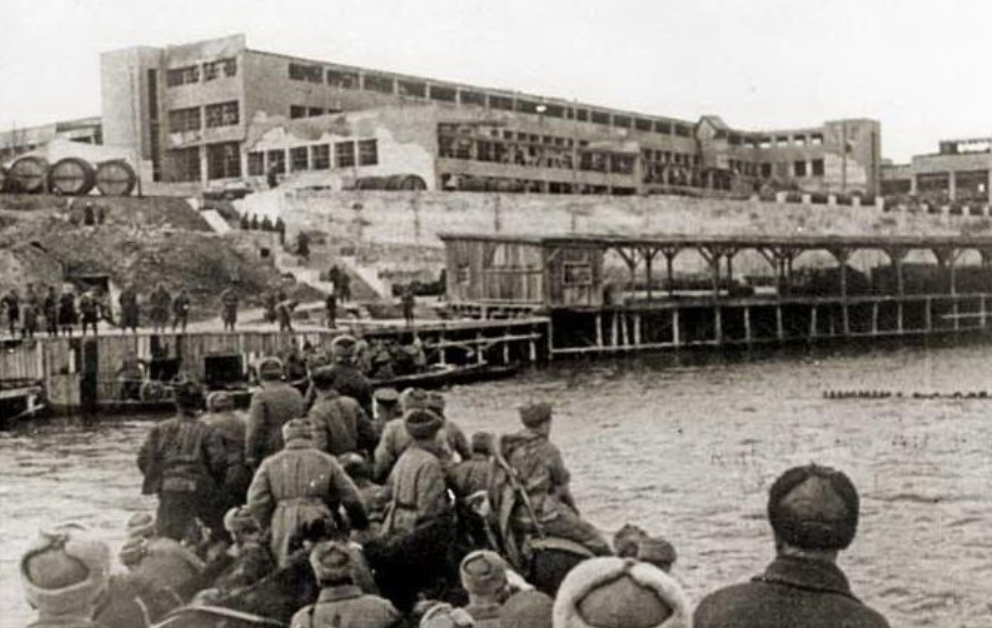
I soldati sovietici attraversano il Dnepr a Cherson.

La situazione sembrava veramente critica per le truppe tedesche comprese tra Bereznehuvate e Snihurivka; dopo il fallimento dei deboli contrattacchi, il feldmaresciallo von Kleist e il generale Hollidt decisero la ritirata generale verso ovest per salvare le truppe e raggiungere una nuova linea difensiva dietro il Bug; Hitler la notte dell'11 marzo si decise finalmente, dopo aver appreso le notizie della situazione della 6. Armee e del contemporaneo crollo della 8. Armee nel settore di Uman', ad ordinare la ritirata delle due armate "al massimo fino al Bug". Mentre i tedeschi nella sacca di Bereznehuvate-Snihurivka iniziavano la ritirata, le armate sovietiche sulla linea del Dnepr avanzarono a loro volta; la 28ª Armata raggiunse prima Beryslav, quindi il 13 marzo 1944 liberò l'importante città di Cherson, completando in questo modo la completa riconquista anche della foce del grande fiume.
La cavalleria meccanizzata del generale Pliev avanzò rapidamente verso sud e in un primo momento sbarrò la strada alle truppe tedesche accerchiate; tuttavia il generale Malinovskij disperse in parte le sue forze, dirottando alcune unità della 46ª Armata ancora più a ovest, in direzione del Bug; inoltre l'ala destra della 8ª Armata della Guardia non poté collaborare all'accerchiamento, essendo impegnata in duri combattimenti a Volodymyrivka-Baštanka. Di conseguenza la cavalleria meccanizzata non poté costituire quasi da sola un anello di accerchiamento solido e le truppe tedesche bloccate riuscirono dopo violenti combattimenti a partire dal 15 marzo a uscire dalla sacca di Bereznehuvate-Snihurivka ripiegando direttamente fino alla linea del Bug; la 6. Armee tuttavia subì forti perdite durante questa fase dei combattimenti e dovette abbandonare molto equipaggiamento; otto divisioni tedesche furono quasi distrutte.

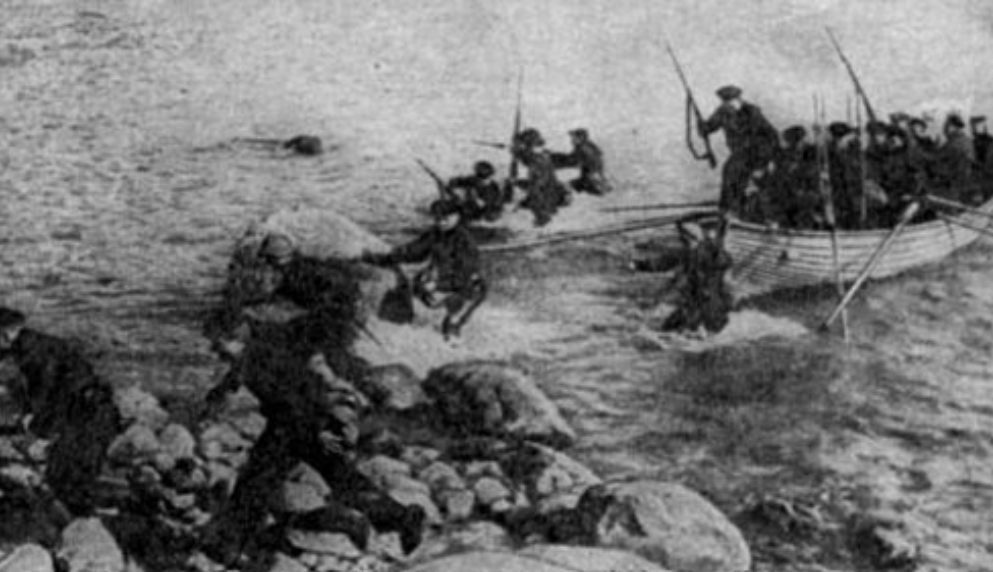
La fanteria di marina sovietica sbarca nel porto di Nikolaev.

Il generale Hollidt quindi riuscì a raggiungere entro il 20 marzo con i resti della sua armata una nuova posizione difensiva dietro il Bug a protezione di Nikolaev, posta tra l'estuario del Bug e il basso corso dell'Inhul, ma la pausa fu di brevissima durata; il 22 marzo 1944 i primi reparti dell'ala destra del 3° Fronte ucraino del generale Malinovskij, sfruttarono il varco sempre aperto tra l'8. Armee e la 6. Armee, raggiunsero il Bug nella regione di Voznesens'k e tra il 18 e il 24 marzo riuscirono a costituire alcune teste di ponte a ovest del fiume, in preparazione di nuovo attacco. Stalin e lo Stavka infatti fin dall'11 marzo avevano diramato le nuove direttive per la prosecuzione immediata dell'offensiva; il dittatore sovietico cercava di coordinare al meglio l'avanzata delle sue armate e richiedeva al generale Malinovskij di procedere, in collegamento con la marcia del maresciallo Konev, con grande rapidità fino al Bug, superarlo nel settore Kostjantynivka, Voznesens'k, Nova Odesa, Tiraspol,  e quindi proseguire ancora con obiettivo finale il fiume Prut e la frontiera sovietica con la Romania.  Nelle stesse direttive del 11 marzo Stalin ordinava al maresciallo Konev di collaborare con il generale Malinovskij facendo scendere verso sud e sud-ovest, lungo entrambe le rive del Dnestr, tre delle sue armate; l'alto comando sovietico cercava in questo modo di tagliare fuori contemporaneamente l'8. Armee, la 6. Armee e anche la 3ª Armata rumena che era entrata in linea per rafforzare le difese a protezione della frontiera.
Nella notte del 27-28 marzo il 3° Fronte ucraino passò all'offensiva partendo dalle teste di ponte sul Bug; il generale Malinovskij aveva stabilito che l'obiettivo finale sarebbe stato Odessa, la città natale dall'alto ufficiale, che sarebbe stata attaccata da nord-ovest, passando per la città di Rozdil'na. La nuova offensiva ebbe successo soprattutto sull'ala settentrionale dove la 57ª Armata e la 37ª Armata riuscirono a sfondare le linee tedesche su ampio fronte e avanzarono per alcune decine di chilometri. Contemporaneamente i soldati della 5ª Armata d'assalto e della 28ª Armata attaccarono Nikolaev e, in collaborazione con i reparti della fanteria di marina che avevano preso terra di sorpresa nel porto, risalendo l'estuario del Bug, fin dal 25-26 marzo, liberarono la città il 28 marzo 1944.

### I sovietici a Odessa

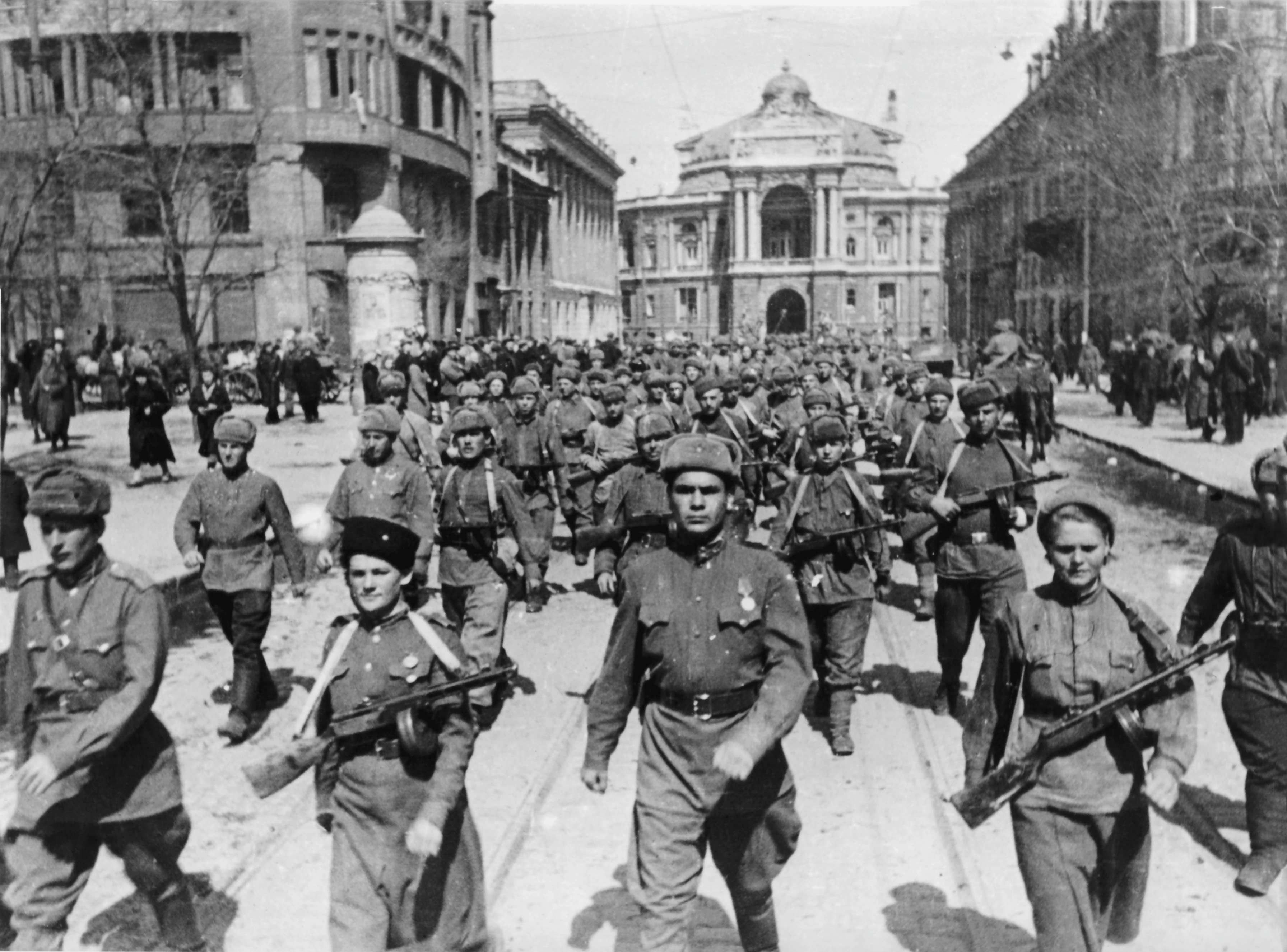
I soldati sovietici sfilano nel centro di Odessa.

Nonostante le continue sconfitte e la situazione precaria della Wehrmacht sul Fronte orientale, Hitler intendeva continuare a resistere in tutti i settori, senza ordinare grandi ripiegamenti strategici; il 30 marzo 1944 decise di sostituire, insieme al feldmaresciallo von Manstein, anche l'esperto feldmaresciallo von Kleist, assegnando il comando del Gruppo d'armate A, ridenominato per l'occasione Gruppo d'armate Ucraina Sud, al combattivo e tenace generale Ferdinand Schörner da cui si aspettava una determinata capacità di resistere; il Führer inoltre aveva intenzione di destituire anche il comandante della 6. Armee, generale Hollidt; il generale Maximilian de Angelis avrebbe preso il suo posto. Il 2 aprile 1944 Hitler diramò le sue nuove direttive generali per stabilizzare la situazione nel settore meridionale del Fronte orientale. Dopo lo sfondamento del fronte del Bug, il Führer ordinava al generale Schörner di difendere, nonostante il rischio di accerchiamento della 6. Armee, la nuova linea più arretrata foce del fiume Tylihul-Dubăsari sul Dnestr, coprendo in questo modo Odessa, che avrebbe dovuto essere difesa il maggior tempo possibile per assicurare ancora le vie di rifornimento via mare con la Crimea. Hitler ordinava di preparare la difesa della linea del basso Dnestr; inoltre egli assegnò anche l'8. Armee al comando del Gruppo d'armate Ucraina Sud col compito di mantenere il collegamento con l'ala destra del Gruppo d'armate Ucraina Nord, passato al comando del feldmaresciallo Walter Model. I due gruppi d'armate tedeschi riuscirono effettivamente in aprile, dopo aver abbandonato la Bessarabia e la Moldavia settentrionale, a entrare in contatto nella regione di Kuty, a 60 chilometri a ovest di Černivci.

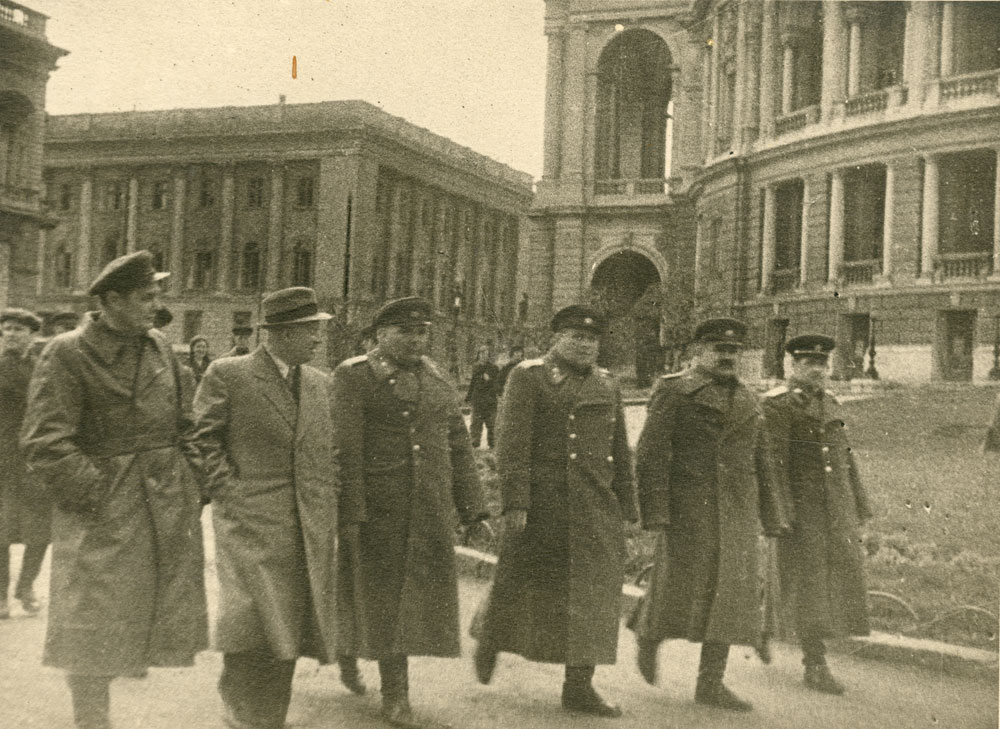
Nikita Sergeevič Chruščëv, secondo da sinistra, e il generale Rodion Malinovskij (terzo da sinistra) a Odessa.

La 6. Armee non era assolutamente in grado di difendere il fronte difensivo tra il Tylihul e Dubăsari previsto da Hitler nella sua direttiva; l'armata era in situazione critica e stava per essere frazionata in due parti dall'avanzata sovietica. Il generale Malinovskij il pomeriggio del 28 marzo aveva lanciato in profondità il gruppo di cavalleria meccanizzata del generale Pliev con il 4º Corpo di cavalleria della Guardia e il 4º Corpo meccanizzato della Guardia, rinforzato dal 23º Corpo corazzato, che, in collaborazione con la 37ª Armata del generale Šarokin e la 57ª Armata del generale Gagen che avevano effettuato lo sfondamento, avanzò con successo verso sud occupando prima Berezivka e poi il 4 aprile, l'importante centro ferroviario di Rozdil'na. In questo modo le truppe tedesche della 6. Armee a sud dello sfondamento, attaccate contemporaneamente anche sul Tylihul, si trovarono tagliate fuori. Il generale Pliev ricevette l'ordine dal comando del 3° Fronte ucraino di non fermarsi e proseguire fino alle rive del Dnestr a Biljaïvka e Ovidiopol' per chiudere completamente la strada al nemico e quindi attaccare Odessa da sud.

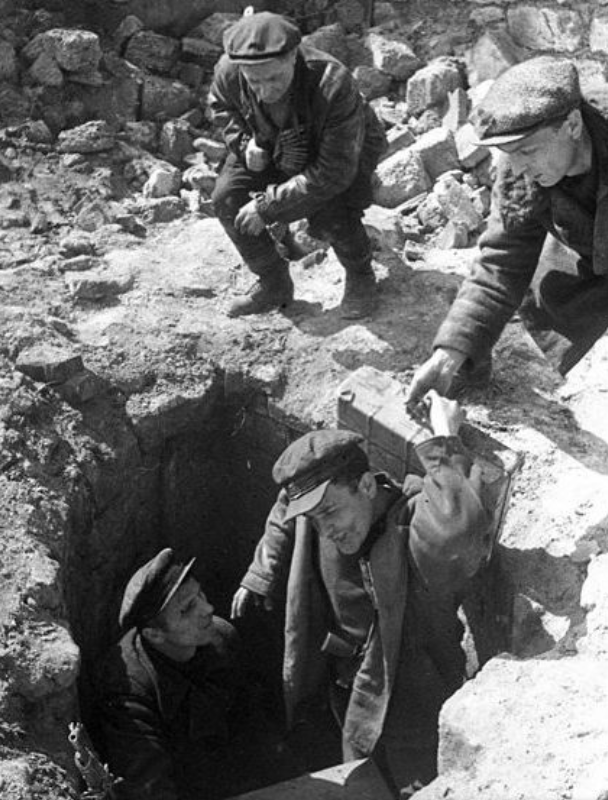
Partigiani sovietici escono dalle catacombe di Odessa.

Le truppe tedesche della 6. Armee e quelle rumene della 3ª Armata accerchiate cercarono di sganciarsi ripiegando verso ovest e nord-ovest; il XXIX e il LXXII Corpo d'armata tedesco attaccarono lo sbarramento di Rozdil'na, difeso dalla 37ª Armata che però non venne sorpresa e inflisse pesanti perdite; i tedeschi e i rumeni ebbero 7000 morti e feriti e 3000 prigionieri; dopo due giorni di accaniti combattimenti solo una parte delle formazioni tedesco-rumene riuscì ad aprirsi la strada verso il Dnestr. Nel frattempo la guarnigione tedesca di Odessa, costituita da quattro divisioni e numerosi reparti speciali, era a sua volta sotto attacco da nord, dove la 8ª Armata della Guardia del generale Čujkov l'8 aprile raggiunse i quartieri periferici settentrionali della città, e anche da est, lungo la costa del Mar Nero, dove attaccava la 5ª Armata d'assalto.
Il 9 aprile la cavalleria meccanizzata del generale Pliev completò con pieno successo la sua missione; i cavalieri e i carri armati sovietici raggiunsero il basso corso del Dnestr e conquistarono Biljaïvka e Ovidiopol' da dove risalirono verso Odessa, chiudendo la strada ai reparti tedeschi che tentavano di fuggire lungo la costa; altri tentativi nemici di uscire da Odessa attraverso le strade settentrionali vennero invece bloccati e respinti dai soldati della 8ª Armata della Guardia che avanzavano a nord della grande città. La mattina del 10 aprile 1944 l'attacco generale sovietico si concluse con la completa liberazione di Odessa; i quartieri settentrionali e centrali vennero liberati principalmente dai reparti della 8ª Armata della Guardia, mentre nei quartieri orientali entrarono i soldati della 5ª Armata d'assalto; infine la cavalleria del generale Pliev rastrellò il settore meridionale della città. Terminava così dopo oltre due anni e mezzo, la tragica occupazione tedesco-rumena di Odessa.
Durante l'occupazione le autorità rumene avevano brutalmente eliminato con una serie di massacri la popolazione ebraica, e represso ogni tipo di opposizione; la città però non si era mai arresa completamente alla violenza dell'occupante. Nelle famose catacombe della città erano rimasti attivi per tutti i mesi dell'occupazione, numerosi nuclei di partigiani sovietici che avevano continuato azioni di resistenza, nonostante i rastrellamenti tedesco-rumeni. Il movimento partigiano era stato attivo anche nelle campagne, divenendo particolarmente efficace negli ultimi mesi, collaborando anche alla liberazione finale. Per la sua resistenza all'inizio dell'operazione Barbarossa e per il comportamento della popolazione in tutti gli anni dell'occupazione, Odessa sarebbe stata proclamata città eroina l'8 maggio 1965.

## Bilancio e conclusione

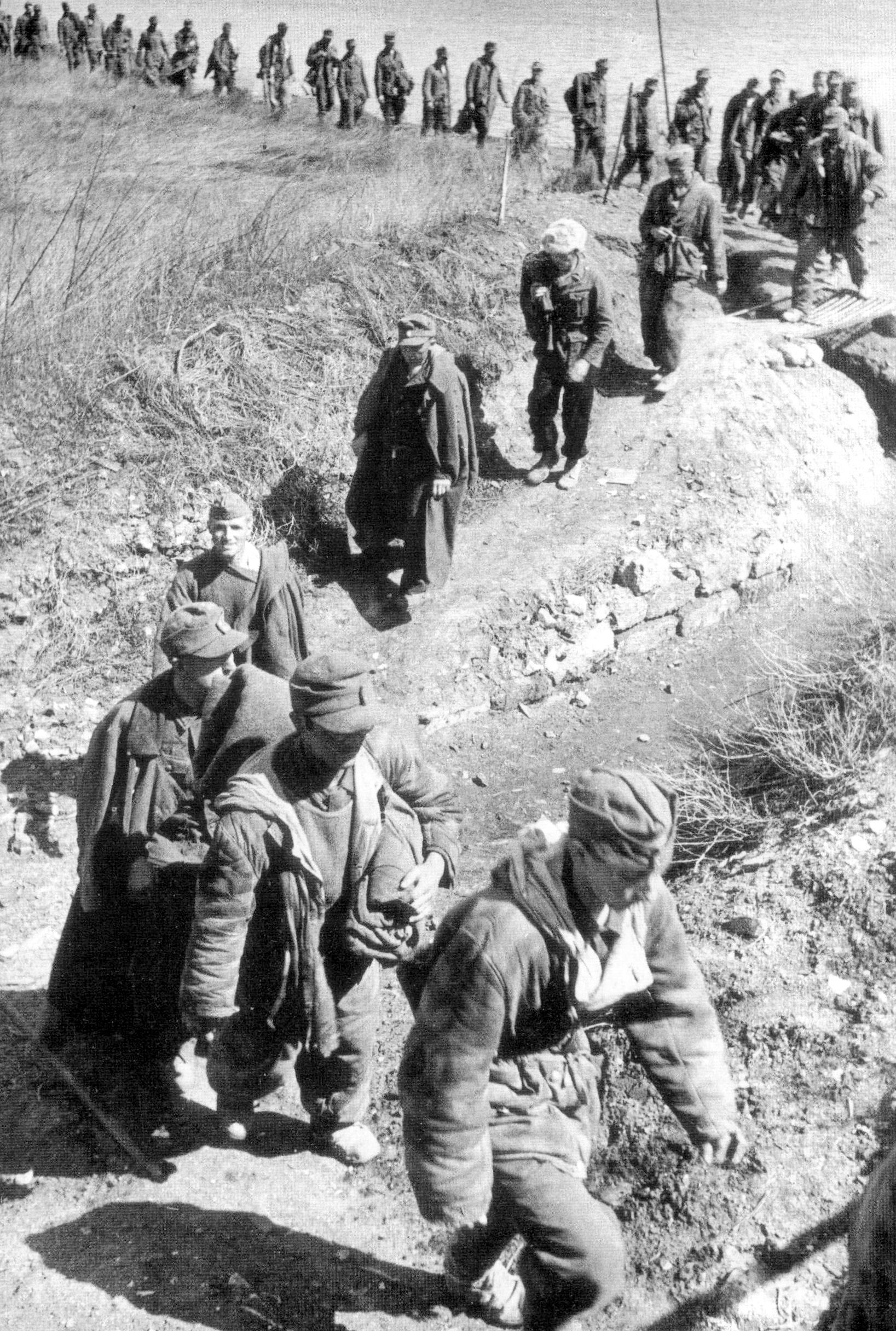
Prigionieri tedeschi catturati nella regione di Odessa.

Stalin accolse con soddisfazione le notizie della liberazione di Odessa e in particolare elogiò il comportamento dell'8ª Armata della Guardia; tuttavia il comandante supremo e lo Stavka non consideravano ancora finita la campagna di primavera 1944 e quindi sollecitarono il 3° Fronte ucraino a completare la sua missione raggiungendo tutti gli obiettivi fissati. Nei giorni seguenti infatti le armate del generale Malinovskij raggiunsero e conquistarono Tiraspol; fu raggiunto il Dnestr e furono costituite le prime, preziose, teste di ponte sulla riva meridionale. In questo modo l'Armata Rossa aveva liberato l'intera costa del Mar Nero e raggiunto posizioni favorevoli per ulteriori offensive strategiche verso la Moldavia e soprattutto verso la Romania; sul suo fianco destro il 3° Fronte ucraino riuscì a collegarsi con il 2° Fronte ucraino del maresciallo Konev che aveva a sua volta superato Dnestr e Prut; i due raggruppamenti strategici sovietici erano in contatto tra Dubăsari e Grigoriopol'.
Per la Wehrmacht tedesca la campagna in Ucraina meridionale di marzo-aprile 1944 si concluse con un'altra sanguinosa sconfitta; la 6. Armee subì pesanti perdite e per due volte, a causa soprattutto delle rigide direttive di Hitler e dell'alto comando tedesco, rischiò l'accerchiamento e il completo annientamento, riuscendo a sfuggire solo con rapide ritirate sacrificando uomini ed equipaggiamenti. Il Führer ancora una volta non sembrò demoralizzato da queste sconfitte che si sommavano alle altre pesanti disfatte sul Fronte orientale; dopo la sua ottimistica direttiva del 2 aprile, Hitler ordinò di organizzare la difesa sulla linea del Dnestr ed effettivamente alla fine di aprile 1944 il Gruppo d'armate Ucraina Nord e il Gruppo d'armate Ucraina Sud ricostituirono un fronte abbastanza solido a protezione, con il concorso di due armate rumene e di un'armata ungherese, delle vie di accesso alla Romania e all'Ungheria.
La vittoria sovietica in Ucraina meridionale ebbe quindi rilevanza strategica ma comportò anche importanti ripercussioni di natura politica, indebolendo la fiducia degli alleati della Germania nazista; il governo rumeno del dittatore Ion Antonescu mostrò i primi segni di sfaldamento, alcuni contatti segreti con i sovietici a Stoccolma vennero attivati per sondare le possibilità di uscire dal campo tedesco, al Cairo l'emigrazione democratica rumena rinsaldò i contatti con gli Alleati in vista di un possibile crollo del governo Antonescu, mentre Stalin potenziò l'organizzazione del Partito comunista rumeno per i suoi scopi di predominio sui Balcani.
Per il momento Stalin era ancora concentrato sugli aspetti militari della guerra; dopo la sospensione delle operazioni attive dell'Armata Rossa, decisa il 18 aprile, egli e i suoi generali erano concentrati nella difficile pianificazione della prossima campagna d'estate che avrebbe avuto l'ambizioso obiettivo di liberare la Bielorussia e avanzare verso il cuore dell'Europa; i piani prevedevano anche una ripresa delle operazioni sul confine moldavo-rumeno a partire dalle teste di ponte di Tiraspol e Grigoriopol' conquistate dal generale Malinovskij in primavera. Dal 9 aprile 1944 era inoltre in corso l'importante e difficile battaglia per la liberazione della Crimea; nonostante le ottimistiche speranze di Hitler in una resistenza prolungata delle difese tedesco-rumene; in poche settimane i combattimenti nella penisola si sarebbero conclusi con un'altra vittoria sovietica, segnando una nuova tappa della sconfitta del Terzo Reich.